# Banik
Banik je u slavenskoj mitologiji duh koji boravi u prostorijama namijenjenim za kupanje.

## Mitologija
Kupaonice su nalikovale saunama, bila su to mjesta gdje su žene rađale, a također i proricale, stoga su smatrane obdarenim životnim silama. Postojalo je vjerovanje da poslije svake tri grupe kupača te da Banik pristupa kupanju i u tome ga nitko ne smije uznemiravati. Zato su kupači Baniku ostavljali malo vode. Njemu su se pridavale zasluge za nesvjestice i nesreće u kupaonici.
Banik bi dolazio u obličju sićušnog ali jakog starca s dugom, čupavom bradom, prekrivenom plijesni. Mogao je pretkazivati budućnost. Često su ga posjećivali demoni šuma i vragovi, a s njime su bili i vodeni demoni Bagienici.